# 425 TCN
Năm 425 TCN là một năm trong lịch Julius. 